# Pharmacie centrale des armées
La Pharmacie centrale des armées (PCA) est un établissement pharmaceutique militaire français rattaché au Service de santé des armées. Elle a pour mission principale de développer, produire et stocker des médicaments de protection contre les risques nucléaires, radiologiques, biologiques et chimiques, tant pour les Forces armées que pour la population civile.

## Histoire
La Pharmacie centrale des armées, créée entre 1792 et 1794, s'appelle à l'origine le « Magasin général des pharmacies ». Elle prend ensuite les noms successifs de « Magasin général des médicaments et du laboratoire des pharmacies », « Pharmacie centrale du Service de santé militaire » et « Pharmacie centrale de l'armée ». Elle adopte son nom actuel de « Pharmacie centrale des armées » en 1973,,,,.
Installée à sa création au sein de l'École militaire, à Paris, elle a pour premier pharmacien en chef le chimiste Jérôme Dizé. En 1903, elle déménage aux Invalides, puis s'installe au fort de Vanves en 1931. Ce n'est qu'en 1971 qu'elle s'établit sur un site dédié : le camp militaire d'Orléans-Chanteau, dans le Loiret,,,,.

## Missions
La Pharmacie centrale des armées est chargée de produire trois types de solutions, :
- des antidotes contre les risques nucléaires, radiologiques, biologiques et chimiques (NRBC) ;
- des dispositifs de médecine d'urgence utilisables en environment hostile, composant la « trousse individuelle du combattant » ;
- des médicaments améliorant la vigilance des soldats.

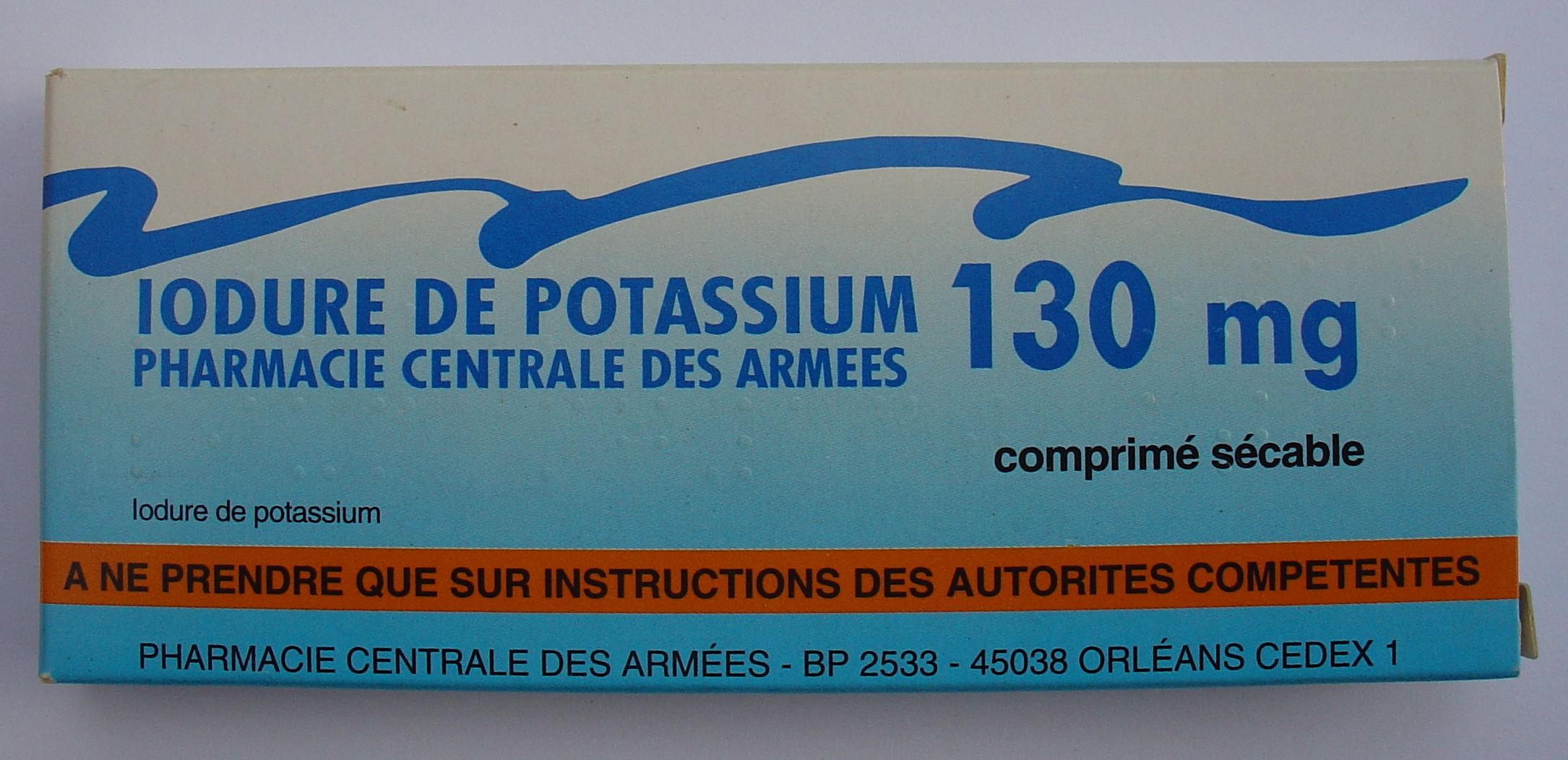
Boîte de comprimés d'iodure de potassium 130 mg fabriqués par la Pharmacie centrale des armées.

Si les deux dernières missions sont exclusivement d'ordre militaire, la production d'antidotes NRBC sert aussi à la protection de la population civile. Ainsi, la PCA détient notamment le monopole de fabrication d'iodure de potassium, médicament utilisé en cas de contamination radioactive et distribué préventivement aux civils vivant à proximité des centrales nucléaires,.
En amont, la Pharmacie centrale des armées assure des activités de recherche et développement, à la fois galénique et technique, l'usage militaire nécessitant des modes spécifiques d'administration et de conditionnement des médicaments.
Enfin, elle est chargée de maintenir d'importants stocks de sécurité d'antidotes NRBC. Le renouvellement régulier de ces stocks conduit à ce que la plupart des 30 à 40 millions de comprimés produits chaque année soient finalement détruits après péremption,.
En plus de ses missions pour l'État français, la PCA fournit certains pays étrangers ainsi que la centrale d'achat de l'OTAN,.

## Organisation
La Pharmacie centrale des armées dépend de la Direction des approvisionnements en produits de santé des armées (DAPSA), elle-même rattachée à la direction centrale du Service de santé des armées (DCSSA). L'établissement peut néanmoins être réquisitionné par le ministère chargé de la Santé en cas d'urgence,.
En 2019, l'usine de 4 000 m2 (18 000 m2 de surface développée) emploie 124 personnes, dont une grande majorité de fonctionnaires civils,.
Pour garantir la souveraineté de sa production, et après avoir connu plusieurs situations de pénurie, la Pharmacie centrale des armées décide de revoir en profondeur son circuit d'approvisionnement en matières premières : alors qu'en 2013, elle se fournissait à 80 % en dehors de l'Europe, le rapport s'inverse en 2019.
Depuis 2024, la Pharmacie centrale des armées est commandée par le pharmacien en chef Anne-Christine Mendes.

## Récompense
En 2005, la Pharmacie centrale des armées reçoit le prix Galien de la recherche pharmaceutique pour l'Ineurope, « un dispositif d'auto-injection prérempli que les soldats s'administreront sur ordre des autorités en cas d'attentat terrestre chimique ». Issu de dix années de développement, il contient une trithérapie agissant comme antidote contre les neurotoxiques organophosphorés de guerre, comme le sarin, le soman, le tabun ou le VX,,,.